# 532 Herculina
532 Herculina, a volte citato come Ercolina, è un grande asteroide della fascia principale del sistema solare, dal diametro di circa 225 km; si tratta di uno dei venti asteroidi più massicci della fascia del diametro medio di circa 222,39 km. Sebbene non siano state condotte indagini dettagliate sulla sua natura, si ritiene comunemente che la sua composizione sia analoga a quella di Giunone.

## Storia
Ercolina venne scoperto il 20 aprile 1904 dall'astronomo tedesco Max Wolf ad Heidelberg. Probabilmente deve il suo nome ad una conoscente dello stesso Wolf di nome Ercolina, oppure alla figura mitologica di Ercole. Gli altri asteroidi scoperti nel medesimo periodo da Wolf devono il proprio nome a personaggi dell'opera, ma non è dato sapere se questo sia anche il caso di Ercolina.

## Superficie
Un esame dei dati fotometrici (Kaasalainen et.al., 2001) ha indicato che Ercolina non possiede una forma sferica, ma ricorda piuttosto un cuboide (effettivamente, il limite inferiore necessario affinché un asteroide assuma forma sferica per effetto della propria gravità è pari a circa 280 km di diametro). Sembra che la sua superficie sia fortemente craterizzata, ma priva di cambiamenti significativi di albedo; l'asteroide può quindi ritenersi ragionevolmente omogeneo. La curva di luce è tuttavia abbastanza complessa, e le conclusioni fornite sono ancora oggetto di dibattito.

## Satelliti naturali
Nel 1978, durante un'occultazione stellare, si ritenne di aver individuato attorno ad Ercolina un piccolo satellite; si sarebbe trattato della prima scoperta di un satellite asteroidale. Studi successivi, suffragati anche da osservazioni del telescopio spaziale Hubble (1993) che non hanno individuato satelliti di sorta, hanno progressivamente smentito quest'ipotesi.